# Chasseur d'Images
Chasseur d’Images es una revista francesa dedicada a la fotografía. 
Apareció por primera vez en junio de 1976 y fue creada por Guy-Michel Cogné. Chasseur d’Images fue bimestral durante sus primeros años. Se convirtió en mensual en el número 21. En septiembre de 1978, es decir, dos años después de su lanzamiento, Chasseur d’Images hizo controlar su difusión por la OJD (Oficina de justificación de la difusión) francesa. Este primer control le acreditó una difusión de pago de 72.000 ejemplares y la situó a la cabeza de la prensa francesa de fotografía, que en aquella época estaba dominada por Photo y Photo-Magazine. A lo largo de los años, Chasseur d’Images continuó progresando y alcanzó, en 1990, una difusión de pago de 103.000 ejemplares, lo que convertía a este título en la revista de foto más vendida en el mundo, detrás de la estadounidense Modern Photography.

## Política de la redacción
Chasseur d’Images ha hecho siempre alarde de una fuerte vocación consumerista y ha sido una de las primeras revistas en proveerse de un laboratorio de pruebas. Desde 1978, la revista innovó desplazándose por toda Francia con un equipamiento de test que le permitía controlar el funcionamiento de las cámaras de sus lectores, y también crear una base de datos fundada en más de 75.000 tests de cámaras, a partir de la cual la revista realizaba sus estudios de fiabilidad. Chasseur d’Images innovó igualmente realizando tests de resistencia (los tests 50.000 activaciones) a las réflex de 24 x 36, y después lanzando la primera edición de “La cámara del año”, idea que se extendió a continuación a toda Europa por medio de la asociación TIPA y a la que se adhirieron más de 30 revistas europeas.
Hoy en día, Chasseur d’Images mantiene la mayor tirada de la prensa de fotografía y conserva su política consumerista. El contenido de la revista se divide en cuatro secciones cuyas proporciones están notablemente equilibradas: actualidad técnica y cultural, portfolios de fotógrafos aficionados y profesionales, consejos prácticos y bancos de pruebas.

## Evolución
Chasseur d’Images dio a luz, en enero de 2004, otra revista de foto titulada Photofan y enteramente dedicada a portfolios de autores, aficionados o profesionales. Esta revista pone de relieve el hecho de que no habla nunca de técnica, sino únicamente del trabajo de los autores.